# Brétigny (Eure)
Brétigny település Franciaországban, Eure megyében. Lakosainak száma 142 fő (2022. január 1.). Brétigny Livet-sur-Authou és Neuville-sur-Authou községekkel határos.

## Népesség
A település népességének változása:
| Lakosok száma | 130  | 128  | 174  | 175  | 163  | 144  | 134  | 139  | 141  | 142  |
|               | 1968 | 1982 | 1990 | 2006 | 2013 | 2015 | 2017 | 2019 | 2020 | 2022 |